# Ida Botti Scifoni
Ida Botti Scifoni (Roma, 7 de novembro de 1812 - Florença, 3 de junho de 1844) foi uma pintora, escultora e designer italiana. Foi professora e amiga de Matilde Bonaparte, sobrinha de Napoleão.
Ela foi criada em uma família de classe média e se destacou desde cedo não apenas na pintura de retratos, o que era socialmente aceito para uma pintora, mas também na pintura de temas históricos e religiosos mais “masculinos”.